# M78 (天体)
座標:  05h 46m 46.7s, +00° 03′ 00″
M78（NGC 2068）はオリオン座にある散光星雲（反射星雲）である。

## 概要
メシエ天体の一つ。オリオン座の三つ星の東端にあるζ星から北東に約2.5度離れた位置にある。M78 は反射星雲の中では全天で最も明るいものの一つである。馬頭星雲やオリオン大星雲 (M42) と同様に、オリオン座付近に広がっているオリオン座分子雲の一部を構成している。
M78は10等星の重星HD 38563A と HDE 38563B によって照らされている。この星雲の近くにはNGC 2064、NGC 2067、NGC 2071があるが、すべてバーナードループの中に入っている。写真では中央にある星雲がM78で左上にある星雲がNGC 2071である。南西部にある小さな星雲がNGC 2064である。NGC 2067はこの写真でははっきりしない。
暗いわりには双眼鏡でもはっきりと星雲状に見える。口径5cmの望遠鏡で、中央の2重星が見えてくる。口径10cmでは外形もはっきりし、ゆがんでいる様子や北西側の輪郭がはっきりとし、逆に南西側の輪郭がぼやけている様子がわかる。初心者に小さな彗星のイメージを示すのに適している。口径50cmではM78の構造もはっきりと見え、NGC 2064も確認できる。

## 観測史
1780年にピエール・メシャンによって発見された。彼は「オリオンの右側で、星雲状物質に囲まれ2個の核がある」としている。同年シャルル・メシエは「2個の星のある小星雲。北側ははっきりしSf方向に向かい、ここは次第に消滅する。最も濃密な個所は中央である」と記している。1852年にロス卿は「前面の観測より渦状」と見た。リック天文台は「やや明るく拡散し星雲状。明るい部分は6'x4'で10等星2個を含む。6'西にこれと広い暗条にへだてられて微かな光斑がある。西よりでわずかに南よりのものがNGC 2064で、北側のものがNGC 2067である」としている。

## ギャラリー

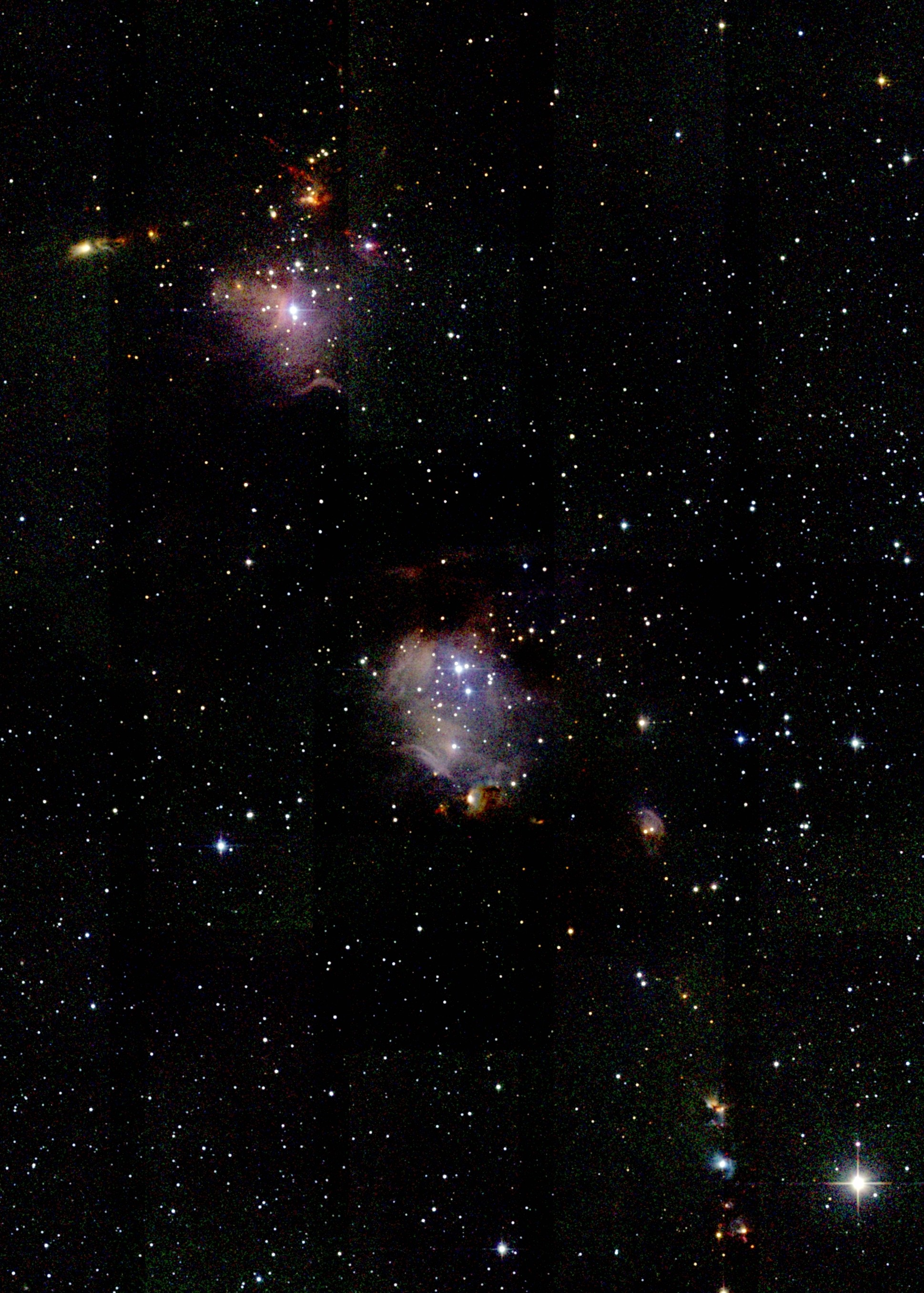
画像中央がM78
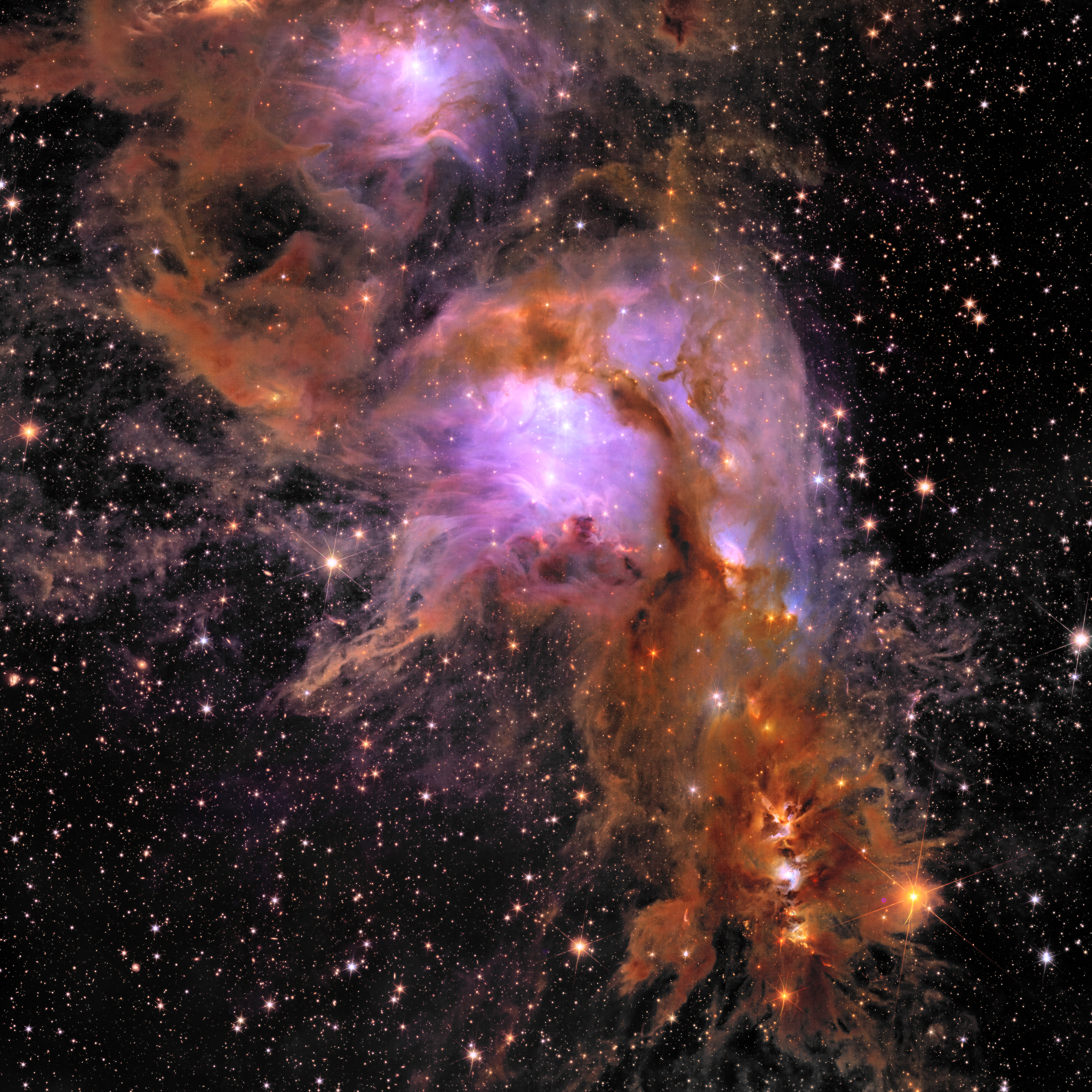
ユークリッド撮影。